# Friedrich Nicolai

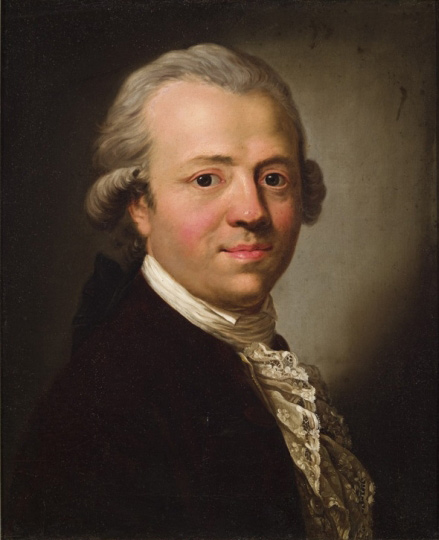
Friedrich Nicolai, Gemälde von Ferdinand Collmann nach Anton Graff, 1790, Gleimhaus Halberstadt

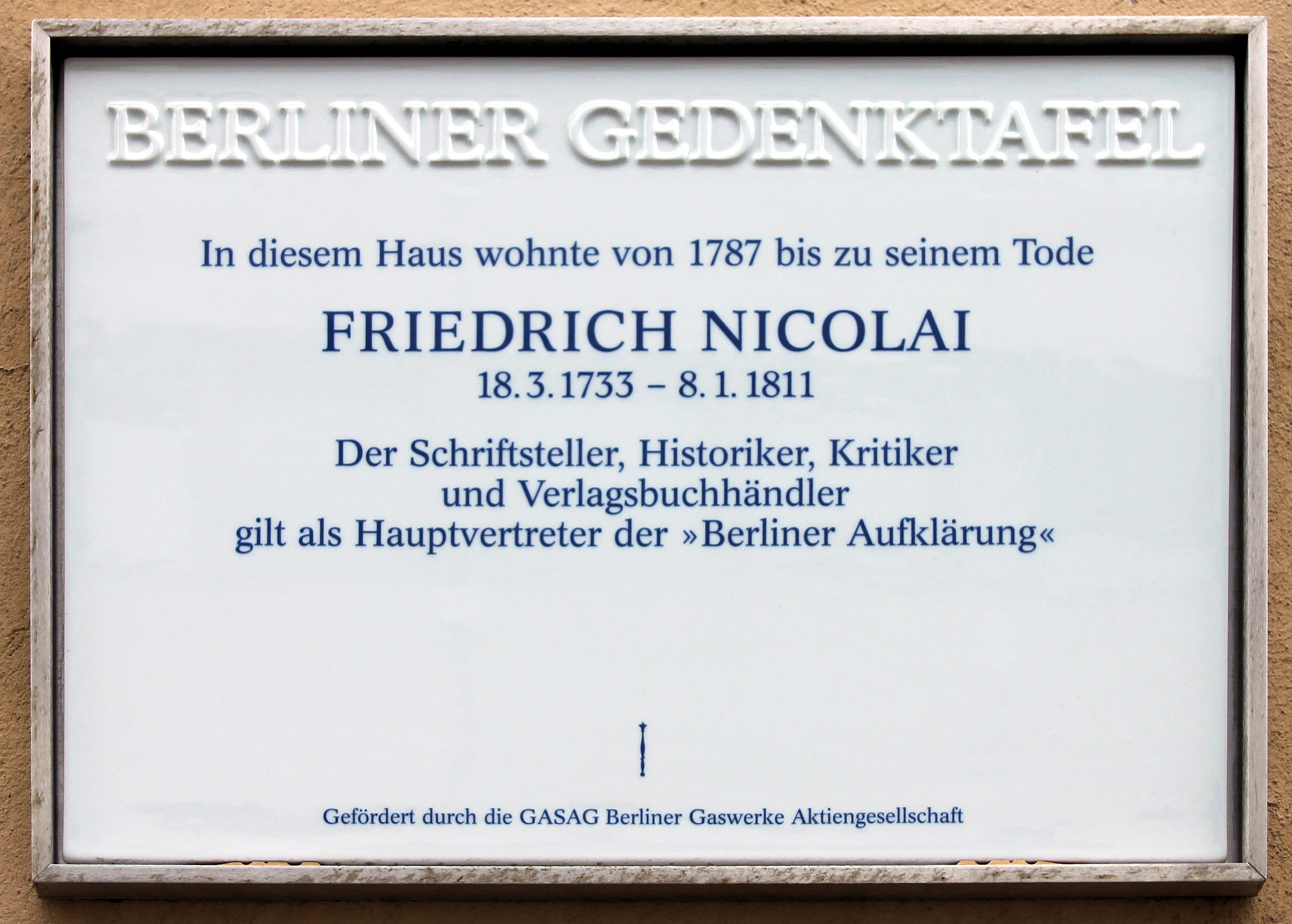
Berliner Gedenktafel am Haus Brüderstraße 13, in Berlin-Mitte

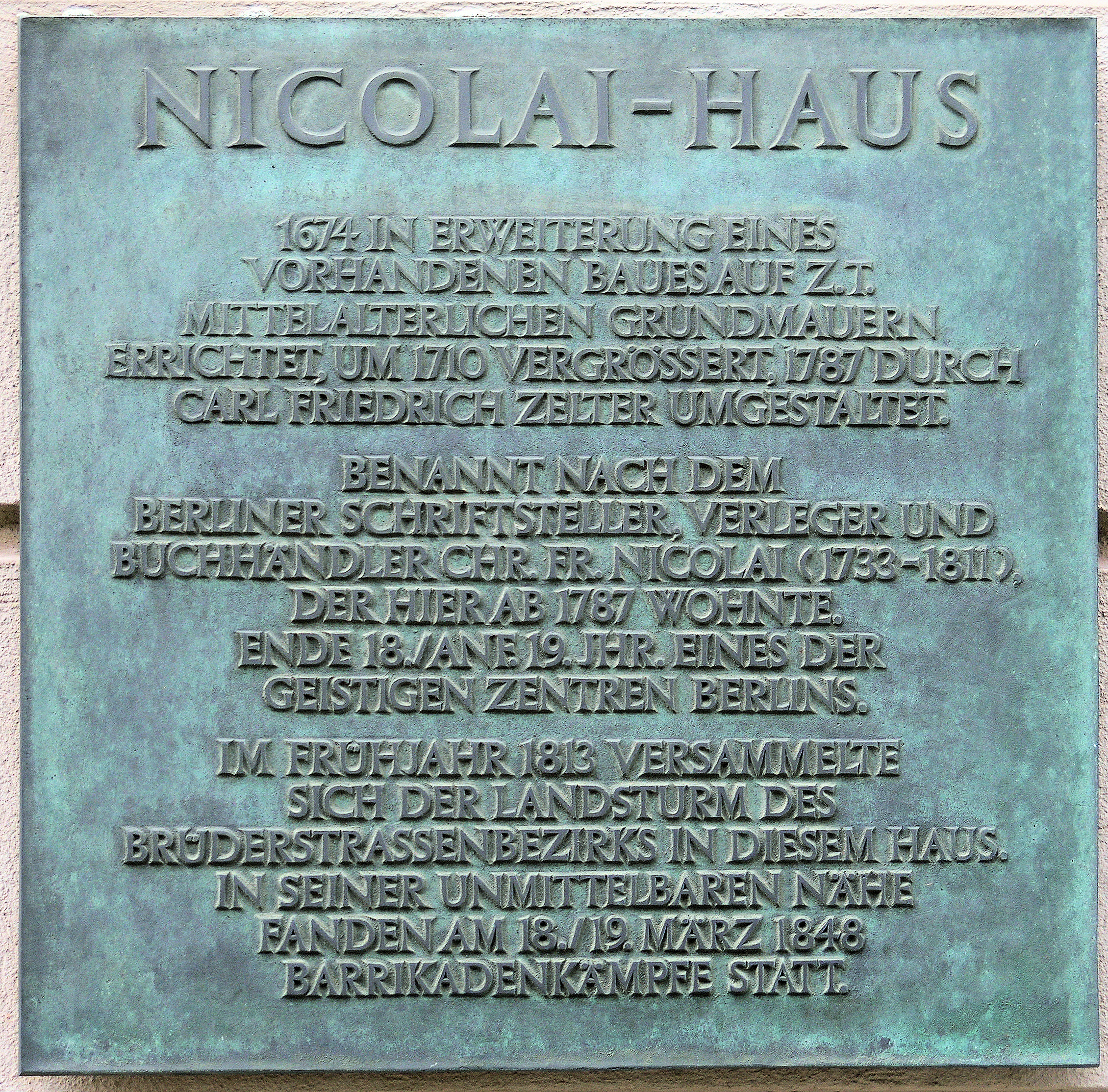
Gedenktafel am Haus Brüderstraße 13 in Berlin-Mitte

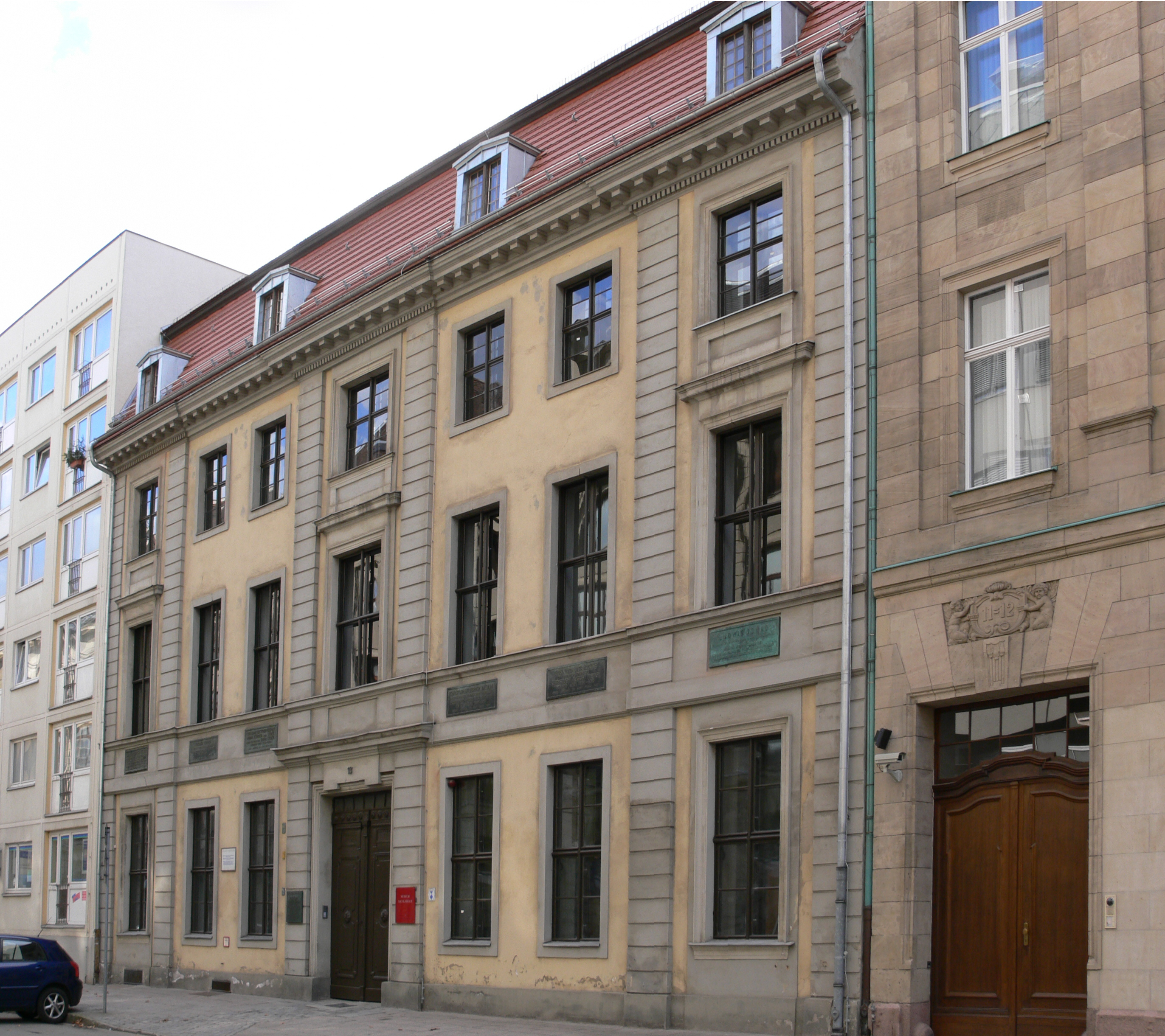
Das Nicolaihaus in der Brüderstraße in Berlin-Kölln

Christoph Friedrich Nicolai, auch Nickolai (* 18. März 1733 in Berlin; † 8. Januar 1811 ebenda), war ein deutscher Schriftsteller, Verlagsbuchhändler, Kritiker, Verfasser satirischer Romane und Reisebeschreibungen, Regionalhistoriker, Hauptvertreter der Berliner Aufklärung, Freund Lessings, Zelters und Mendelssohns und Gegner Kants und Fichtes.

## Leben
Christoph Friedrich Nicolai wurde am 18. März 1733 als achtes Kind des Buchhändlers Christoph Gottlieb Nicolai († 1752) und dessen Frau in Berlin geboren. Er absolvierte das Joachimsthalsche Gymnasium, ging dann auf die Latina der Franckeschen Stiftungen in Halle und schließlich auf die Heckersche Realschule in Berlin. Danach absolvierte er eine Buchhandelslehre in Frankfurt (Oder). Nachdem der Vater verstorben war, folgte die Übernahme der väterlichen Buchhandlung. 1760 heirateten er und Elisabeth Macaria Schaarschmidt († 1793). Sie war eine Tochter des königlichen Leibarztes Samuel Schaarschmidt und dessen Frau. Christoph Friedrich und Elisabeth Macaria Nicolai hatten acht Kinder. Der Vater überlebte alle seine Kinder.

### Werdegang
Friedrich Nicolai verstand sich als Aufklärer, eignete sich ein umfangreiches Wissen im Bereich der Geisteswissenschaften an und führte einen regen Briefwechsel mit Größen der Epoche. Er verfasste daraufhin eigene Schriften und wurde ein wichtiger, wenn auch nicht unumstrittener Vertreter der protestantischen Aufklärungstheologie.
1755 erschienen Nicolais Briefe über den itzigen Zustand der schönen Wissenschaften in Deutschland, die ihn in weiten Kreisen bekannt machten. Im selben Jahr erschienen auch die gemeinsam mit dem befreundeten Gotthold Ephraim Lessing herausgebrachten Briefe, die neueste Literatur betreffend (in insgesamt 24 Teilen von 1759 bis 1765).
Die zum dritten von Nicolai herausgegebene Allgemeine deutsche Bibliothek (nach 1793 Neue allgemeine deutsche Bibliothek) gewann bald den Status des wichtigsten Organs der Aufklärung in deutscher Sprache. Hierin wurden von zeitweilig mehr als 150 Mitarbeitern alle wichtigen Veröffentlichungen der Zeit rezensiert. Insgesamt wurden über 80.000 Neuerscheinungen besprochen. Mit dem ebenfalls befreundeten Moses Mendelssohn wurde sodann ab 1759 eine Bibliothek der schönen Wissenschaften und freien Künste in zwölf Bänden herausgebracht. 1766 gelang es ihm, für die Allgemeine deutsche Bibliothek Johann Gottfried Herder als Mitarbeiter zu gewinnen, mit dem aber infolge unüberbrückbarer Differenzen 1774 ein Zerwürfnis einsetzte.
Nicolai war Freimaurer als Mitglied der Berliner Loge „Zur Eintracht“, einer Tochterloge der Mutterloge „Zu den drei Weltkugeln“, und Gründer der Berliner Mittwochsgesellschaft sowie maurerischer Forscher.
Ein literarischer Streit, unter anderem mit Herder und Johann Georg Hamann, der Nicolai ironisch bekämpfte, z. B. über den Baphomet der Tempelherren, setzte im Jahr 1782 ein. Baphometus war anschließend die Bezeichnung Herders für Nicolai, welcher dieses angebliche geheime Idol der Templer als gnostische „Taufe der Weisheit“ bezeichnete. Hamann nannte ihn Coelius nach dem Freund Ciceros, Marcus Coelius Rufus, oder Nabal (Vetter) bzw. Nickel oder Nothanker nach Nicolais Roman „Das Leben und die Meinungen …“. Nicolai wurde 1783 Mitglied der Illuminaten. In diesem Zusammenhang wird Nicolai oft fälschlich der Gesellschaftsname „Diocletian“ zugeschrieben; richtig ist jedoch nach Quellenlage vielmehr „Lucian“. Mitte 1785 ernannte man ihn dort zum Regenten und Präfekten von Berlin, doch bald trat er wieder aus, der im Orden ein ihn anekelndes „Parfum des Papismus“ zu riechen glaubte.
1781 wurde er auswärtiges Mitglied der Bayerischen Akademie der Wissenschaften in München und 1798 Mitglied der Preußischen Akademie der Wissenschaften. 1804 wurde er als korrespondierendes Mitglied in die Russische Akademie der Wissenschaften in Sankt Petersburg aufgenommen. Den Doktor der Philosophie honoris causa erhielt er 1799 von der Universität Helmstedt.

### Umgang

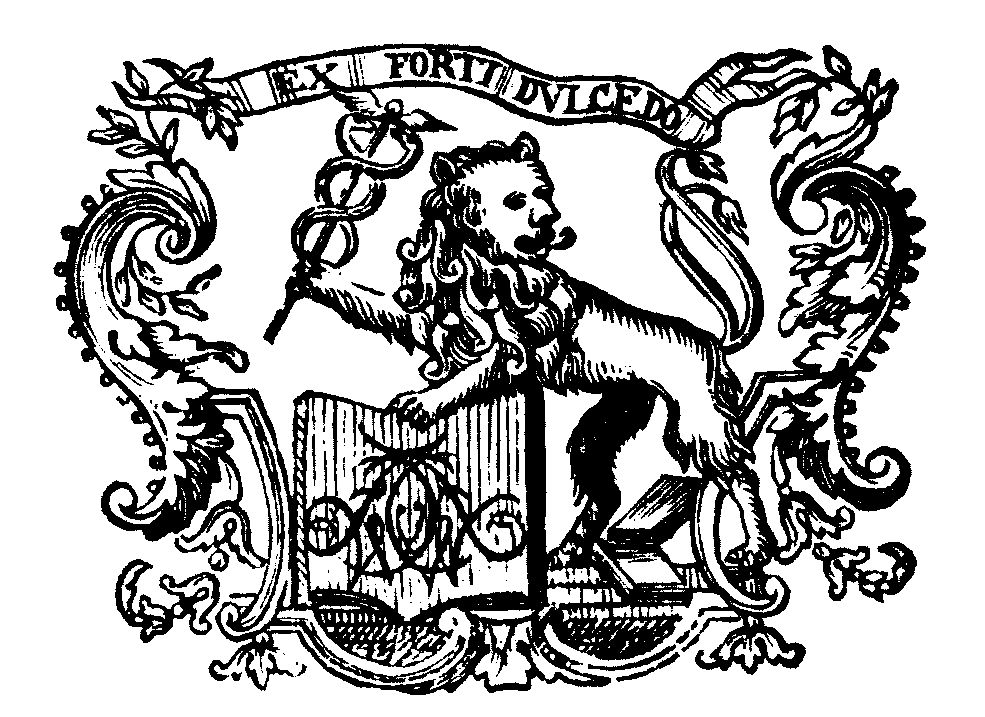
Typographische Marke von Nicolai

Seit 1777 war Nicolai mit dem Bibliothekar Johann Erich Biester (1749–1816) befreundet. Nicolais Enkel Gustav Parthey schilderte Biester in seinen „Jugenderinnerungen“ als Nicolais „genauesten Freund“. In der Königlich-Preußischen Akademie der Wissenschaften hielt sein Akademiekollege Biester 1811 einen Nachruf auf ihn, der in den „Abhandlungen“ für 1812/1813 erschien. Auch zu Friedrich Gedike (1754–1803), einem gleichfalls führenden Vertreter der Berliner Aufklärung und Herausgeber der Berlinischen Monatsschrift, auch Mitglied der Freimaurerloge und der „Mittwochsgesellschaft“, bestanden engste Beziehungen; damals sprach man von einem Triumvirat Nicolai, Gedike und Biester.
Mit dem Pfarrer des östlich von Berlin liegenden Dorfes Klein-Schönebeck, Raymund Dapp, verband ihn zeitlebens eine enge Freundschaft. Dapp unterstützte ihn bei der Ausarbeitung des Buches „Beschreibung einer Reise durch Deutschland und die Schweiz“. Den Roman Leben und Meinungen Gundibert’s, eines deutschen Philosophen verfasste Nicolai weitgehend bei Aufenthalten in Dapps Haus in Klein-Schönebeck.
Der junge Friedrich Vieweg (1761–1835) wurde durch Nicolai veranlasst, eine Buchhändlerlehre zu beginnen, und gründete später den Vieweg Verlag.

### Wirkung
Die Publikationen Nicolais stehen allesamt im Zeichen der Aufklärung und widersetzen sich einem Christentum, das die Aufklärung als irrational verstand: Sowohl in mystischer oder pietistischer als auch dogmatischer Variante wird dieses abgelehnt, wie auch gegen den Jesuiten-Orden und alle anderen tatsächlichen oder vermeintlichen Feinde der Aufklärung vorgegangen wurde. In der Philosophie wurde für den dem Denken Leibnizens und Wolffs nahestehenden Nicolai dann die Transzendentalphilosophie Kants zum Objekt der Kritik, wie der aufkommende Idealismus Fichtes. Literarisch schließlich geriet schon Herder in Nicolais Kritik, später dann die Literatur des Sturm und Drang, der Klassik und der aufkommenden Romantik. Nicolais Mittel der Kritik war hier in der Regel die Polemik, was oft zuerst heftige Reaktionen der Betroffenen auslöste und dann in literarische Dispute ausartete, die häufig von beiderseitiger Rechthaberei gekennzeichnet waren. Bekannt geblieben hiervon ist die Auseinandersetzung mit dem jungen Goethe, dessen Werther Nicolai unter dem Titel Freuden des jungen Werthers 1775 eine um Larmoyanz erleichterte Variante mit „glücklichem Ausgang“ gegenüberstellte, was Goethe veranlasste, mit einem bösen Gedicht zu replizieren, „Nicolai auf Werthers Grabe“:
Ein junger Mensch, ich weiß nicht wie,

Starb einst an der Hypochondrie

Und ward denn auch begraben.

Da kam ein schöner Geist herbei,

Der hatte seinen Stuhlgang frei,

Wie’s denn so Leute haben.

Der setzt’ notdürftig sich aufs Grab

Und legte da sein Häuflein ab,

Beschaute freundlich seinen Dreck,

Ging wohl eratmet wieder weg

Und sprach zu sich bedächtiglich:

„Der gute Mensch, wie hat er sich verdorben!

Hätt er geschissen so wie ich,

Er wäre nicht gestorben!“
Goethe wie auch der vorher angegangene Herder vermochten aber dennoch, Das Leben und die Meinungen des Herrn Magister Sebaldus Nothanker, eine der wenigen fiktionalen literarischen Werke Nicolais, als Zeitdokument zu würdigen – was unter den Zeitgenossen ansonsten eher Ausnahme blieb. Vom Sturm und Drang bis zur Romantik wurde er als platter Rationalist und als Philister verspottet. Über die Zeit gerieten, manchmal von anfänglich inniger Freundschaft ausgehend, auf diese Weise unter anderem Johann Georg Hamann, Johann Caspar Lavater, Christoph Martin Wieland, Johann Heinrich Voß, Johann Heinrich Jung-Stilling und Ludwig Tieck zu Gegnern des streitbaren Nicolai. Johann Georg Jacobi warb 1779 sogar bei Johann Wilhelm Ludwig Gleim, Wieland und Goethe erfolgreich für eine Widerstandsfront gegen Nicolai. Goethes und Schillers „Xenien“ (1797) gingen keinen Zeitgenossen häufiger und heftiger an als Nicolai – metrisch verraten diese Spott-Distichen übrigens, dass der Name des Verspotteten zu seiner Zeit 4-silbig, also 'Ni-co-la-i' ausgesprochen wurde [siehe dazu: H.-W.Jäger: Vorlsgn.zur dtn. Literaturgesch. Band V (Klassik), 2017, S. 104 ff.] Fichte ließ sich zu der Schrift Friedrich Nicolais Leben und sonderbare Meinungen. Ein Beitrag zur Literaturgeschichte des vergangenen und zur Pädagogik des angehenden Jahrhunderts (1801) hinreißen.
Auch Nicolais Reiseschilderungen Beschreibung einer Reise durch Deutschland und die Schweiz im Jahre 1781 und Beschreibung der Königlichen Residenzstädte Berlin und Potsdam kommen ohne die aufklärerische Polemik nicht aus, enthalten darüber hinaus aber zahlreiche geographische, wirtschaftliche, politische und kulturelle Beobachtungen. Von Bayern zeichnete Nicolai ein Bild der Rückständigkeit: mehrheitlich lebten dort „dummbigotte Menschen“, die ihre Tage mit „elendem frömmelndem Müßiggang“ verbrächten. Über den Charakter der Bayern urteilte er: „Sie sind rohe Kinder der Natur, unverwöhnt, voll Trieb, voll Kräfte, die nur recht geleitet zu werden bedürfen.“
Heinrich Heine, der ihn für einen „schlechten Schriftsteller“ hielt, urteilte später gleichwohl: „wir müssen doch eingestehen, daß der alte Nicolai ein grundehrlicher Mann war, der es redlich mit dem deutschen Volke meinte, und der aus Liebe für die heilige Sache der Wahrheit sogar das schlimmste Martyrtum, das Lächerlichwerden, nicht scheute.“

### Proktophantasmist
Nicolai litt im Frühjahr 1791 acht Wochen lang an einer Störung, in deren Folge er Geisterscheinungen (Phantasmen) wahrnahm. Er kurierte sich mit am Gesäß angesetzten Blutegeln (eine seinerzeit verbreitete medizinische Methode) und berichtete über gute Erfolge dieser Maßnahme sogar vor der Berliner Akademie der Wissenschaften. Daraufhin ließ ihn Goethe in seinem Faust, in der Szene Walpurgisnacht, als „Proktophantasmist“ (Steißgeisterseher) auftreten:
Ihr seid noch immer da! Nein, das ist unerhört.

Verschwindet doch! Wir haben ja aufgeklärt!

Das Teufelspack, es fragt nach keiner Regel.

Wir sind so klug, und dennoch spukt’s in Tegel.

Wie lange hab’ ich nicht am Wahn hinausgekehrt,

Und nie wird’s rein; das ist doch unerhört!
Das wird von Mephistopheles wie folgt kommentiert:
Er wird sich gleich in eine Pfütze setzen,

Das ist die Art, wie er sich soulagiert,

Und wenn Blutegel sich an seinem Steiß ergetzen,

Ist er von Geistern und von Geist kuriert.
Auch die Schlegels machten sich in der Zeitschrift Athenäum über Nicolais Realitätssinn lustig: „Verschwindet etwas, wenn man sich sechs Blutigel an den After setzen läßt, so ist es eine bloße Erscheinung; bleibt es, so ist es eine Realität“.
Jean Paul nimmt in seiner Erzählung Die wunderbare Gesellschaft in der Neujahrsnacht auf Nicolai Bezug, da der Erzähler die prophetischen Geister mittels eines "Blutigel" vertreibt. Auf die Psychosomatik solcher Halluzinationen geht Jean Paul in einer Fußnote ein, die ebenfalls auf Nicolai und andere Fälle verweist. Er mach dort Frost, Nervenschwäche, Einsamkeit, Abendessen und Trinken für diese Erscheinung verantwortlich.
Selbst bei E. T. A. Hoffmann scheint die Nicolaische Blutegelkur noch einmal auf. Im Goldenen Topf (1814) meint der überaus vernünftige Konrektor Paulmann gegenüber dem etwas von Visionen verwirrten Studenten Anselmus:

„Ja! […] man hat wohl Beispiele, daß oft gewisse Phantasmata dem Menschen vorkommen und ihn ordentlich ängstigen und quälen können, das ist aber körperliche Krankheit, und es helfen Blutigel, die man, salva venia, dem Hintern appliziert, wie ein berühmter, bereits verstorbener Gelehrter bewiesen.“

## Werke
- Ehrengedächtniß Herrn Ewald Christian von Kleist. Berlin 1760. Digitalisat
- Ehrengedächtniß Herrn Thomas Abbt. Berlin / Stettin 1767. Digitalisat
- Beschreibung der Königlichen Residenzstädte Berlin und Potsdam, Berlin 1769 Digitalisat (neue Fassungen 1779, 1786)
- Das Leben und die Meinungen des Herrn Magister Sebaldus Nothanker. Berlin 1773–1776 (Band 1 als Digitalisat und Volltext im Deutschen Textarchiv, Band 2 als Digitalisat und Volltext im Deutschen Textarchiv, Band 3 als Digitalisat und Volltext im Deutschen Textarchiv)
- Freuden des jungen Werthers. Leiden und Freuden Werthers des Mannes. Berlin 1775. books.google.de
- Eyn feyner kleyner Almanach Vol schönerr echterr liblicherr Volckslieder …. Berlin Berlin / Stettin 1777
- Ein paar Worte betreffend Johann Bunkel und Christoph Martin Wieland. Berlin / Stettin 1779. books.google.de
- Noch ein paar Worte betreffend Johann Bunkel und Christoph Martin Wieland. Berlin / Stettin 1779. Digitalisat
- Beschreibung einer Reise durch Deutschland und die Schweiz im Jahre 1781. 12 Bde., Berlin / Stettin 1783–1796. Digitalisat
- Beschreibung der Königlichen Residenzstädte Berlin und Potsdam. Berlin 1779 Digitalisat ULB Halle, BSB München
- Beschreibung der Königlichen Residenzstädte Berlin und Potsdam, Berlin 1786 Digitalisat BSB München
- Nachricht von den Baumeistern, Bildhauern, Kupferstechern, Malern, Stukkaturern, und andern Künstlern welche vom dreyzehnten Jahrhunderte bis jetzt in und um Berlin sich aufgehalten haben und deren Kunstwerke zum Theil daselbst noch vorhanden sind. Berlin und Stettin 1786. books.google.de
- Geschichte eines dicken Mannes worin drey Heurathen und drey Körbe nebst viel Liebe. Berlin / Stettin 1794. Digitalisat Band1, Band2
- Anhang zu Friedrich Schillers Musen-Almanach für das Jahr 1797. Berlin / Stettin 1797. books.google.de
- Leben Justus Mösers. Berlin / Stettin 1797; archive.org.
- Leben und Meinungen Sempronius Gundibert’s eines deutschen Philosophen. Berlin 1798. books.google.de
- Vertraute Briefe von Adelheid B. an ihre Freundin Julie S. Berlin 1799. books.google.de
- Beispiel einer Erscheinung mehrerer Phantasmen. Berlin 1799 (Digitalisat)
- Über den Gebrauch der falschen Haare und Perücken in alten und neuen Zeiten. Berlin / Stettin 1801. urn:nbn:de:hbz:061:1-71551 Universitäts- und Landesbibliothek Düsseldorf.
- Einige Bemerkungen über den Ursprung und die Geschichte der Rosenkreuzer und Freymaurer. Berlin / Stettin 1806. books.google.de
- Philosophische Abhandlungen. Berlin / Stettin 1808. books.google.de
- Herders Briefwechsel mit Nicolai. Hrsg.: Otto Hoffmann. Berlin 1887; Textarchiv – Internet Archive.
- Aus dem Josephinischen Wien. Geblers und Nicolais Briefwechsel 1771–86. Hrsgg. von Richard Maria Werner, Berlin 1888. Digitalisat
- Sämtliche Werke – Briefe – Dokumente. Ca. 37 Bände. hrsg. v. Rainer Falk, István Gombocz, Hans-Gert Roloff und Jutta Weber. Frommann-Holzboog.

## Zeitschrift
- Allgemeine deutsche Bibliothek, Band 1–117 online
- Inhaltserschließung der Allgemeinen deutschen Bibliothek – Projekt Gelehrte Journale (GJZ 18) der Niedersächsischen Akademie der Wissenschaften zu Göttingen
- Neue allgemeine deutsche Bibliothek, Band 1–104 online